# Chiến dịch Hoa nhung tuyết
Chiến dịch Hoa nhung tuyết (tiếng Đức: Edelweiß) - được đặt theo tên của một loài hoa nổi tiếng mọc trên các khu vực núi cao ở châu Âu - là một chiến dịch do quân đội phát xít Đức tổ chức mới mục tiêu nhằm đánh chiếm khu vực Kavkaz và vựa dầu ở Baku, diễn ra trong Chiến tranh Xô-Đức. Chiến dịch này được Hitler chuẩn y vào ngày 23 tháng 7 năm 1942. Lực lượng chính của quân Đức trong chiến dịch này bao gồm Cụm Tập đoàn quân A (Tư lệnh: Thống chế Siegmund Wilhelm List), Tập đoàn quân thiết giáp số 1 (Tư lệnh: Đại tướng Paul Ludwig Ewald von Kleist), Tập đoàn quân thiết giáp số 4 (Tư lệnh: Đại tướng Hermann Hoth), Tập đoàn quân số 17 (Tư lệnh: Đại tướng Richard Ruoff), một phần của Tập đoàn quân Không quân số 4 (Tư lệnh: Thống chế Wolfram Freiherr von Richthofen) và Tập đoàn quân Rumani số 3 (Tư lệnh: thống chế Petre Dumitrescu). Cụm tập đoàn quân A được hỗ trợ bởi Cụm Tập đoàn quân B (Tư lệnh: Thống chế Fedor von Bock) ở phía Đông và bởi bộ phận còn lại của Không đội 4 (gồm 1.000 máy bay). Lực lượng mặt đất của Cụm Tập đoàn quân A gồm 16 vạn 7 nghìn binh sĩ, 4.540 pháo cối, 1.130 xe tăng và 1 vạn 5 nghìn công nhân phục vụ cho công nghiệp dầu mỏ.

## Chuẩn bị
Một số công ty dầu khí như "Công ty dầu khí Đức tại Kavkaz", "Ost-Öl" và "Karpaten-Öl" đã được sớm thành lập và được cho thuê những mỏ dầu tại Kavkaz trong thời hạn 99 năm để khai thác. Chính vì vậy, một số lượng lớn hệ thống đường ống dẫn dầu đã được xây dựng - có một điều kịch tính là những đường ống này lại làm lợi cho Liên Xô về sau. Chương trình "A" do Thiếu tướng Nidenfur chỉ huy nhằm điều tra tiềm năng kinh tế dầu mỏ tại đây đã được triển khai. Lệnh ban xuống là cấm oanh tạc các mỏ dầu. Một trung đoàn SS và một trung đoàn Côdắc được thành lập để bảo vệ các mỏ dầu trước các kế hoạch tiêu thổ của Liên Xô do Nikolai Baibakov và Semyon Budennyi chỉ huy. Lãnh đạo cơ quan tình báo Đức Abwehr đã phát động Chiến dịch Schamil, nhằm phục vụ cho việc đổ bộ lên Grozny, Malgobek và Maikop. Những lực lượng này sẽ được hỗ trợ bởi những lực lượng Chechnya chống Liên Xô.

## Diễn biến chiến dịch
Sau khi hóa giải cuộc phản công của Hồng quân tại hướng Izium-Barvenkovo, Cụm Tập đoàn quân B mau chóng hành tiến về khu vực Kavkaz. Ngày 23 tháng 7 năm 1942, "cửa khẩu của Kavkaz" Rostov bị quân Đức chiếm, ngay sau đó các lực lượng thiết giáp Đức nhanh chóng tiến qua dãy Kavkaz. Hubert Lanz, Tư lệnh của sư đoàn "Hoa Nhung tuyết" quyết định thúc quân vượt qua các hệ thống đèo và hẻm núi của lưu vực sông Cuban, băng ngang qua các đèo Marukha (tại sông Maly Zelenchuk), Teberda, Uchkulan đến đèo Klukhori và tiếp đó lại băng qua đèo Khotyu-tau án ngữ đoạn phía Bắc của sông Baksan cùng với các đèo Donguz-Orun và Becho. Đồng thời điểm với các đợt hành quân lấn vào sườn địch, quân Đức cũng phải vượt dãy Kavkaz thông qua các đèo Sancharo, Klukhori và Marukh tiến tới Kutaisi, Zugdidi, Sukhumi và Tbilisi. Sư đoàn sơn cước số 4 của Đức, manned with Tyroleans, were active in this thrust. Họ đã tiến được 30 cây số về phía Sukhumi. Một đơn vị tiên phong gồm 150 người do Trung tướng Grott chỉ huy được thành lập với nhiệm vụ mở một đợt tấn công từ Kuban đánh chiếm Elbrus và bọc lót cạnh sườn cho sư đoàn Hoa nhung tuyết. Từ khu vực Karachay Cũ đến làng Khurzuk trên hẻm núi Ullu-kam, đơn vị này đã đánh chiếm đèo Khotyu-tau, lúc này không có binh sĩ Hồng quân nào được bố trí chốt giữ cả. Khotyu-tau về sau có cái tên mới là — "Đèo Tướng Konrad".
Ngày 10 tháng 8 năm 1942, quân Đức tiến tới tuyến Krasnodar-Pyatigorsk-Maikop. Ngày 16 cùng năm một tiểu đoàn Đức do Von Hirschfeld chỉ huy tiến được tới đèo Kadar. Ngày 21 cờ phát xít Đức đã được cắm trên Đỉnh Elbrus, đỉnh núi cao nhất của dãy Kavkaz.